# British Aircraft Swallow
Die British Aircraft Swallow, auch British Klemm Swallow, war ein Leichtflugzeug des britischen Herstellers British Klemm Aeroplane Company. Bei diesem Typ handelt es sich um einen lizenzierten und leicht modifizierten Nachbau der von der Klemm Leichtflugzeugbau GmbH entwickelten Klemm Kl 25.

## Geschichte
Hans Klemm hatte mit der Klemm Kl 25 ein Leichtflugzeug entwickelt, das sich im In- und Ausland großen Interesses erfreute. Insgesamt wurden über 600 Exemplare verkauft, davon einige auch an Eigner aus dem Vereinigten Königreich. Der für das Vereinigte Königreich zuständige Händler, Major E. F. Stephen, sah weitere Absatzchancen für das Flugzeug auf dem britischen Markt. Stephen erwarb die Lizenzrechte für die Kl 25. Durch die Weltwirtschaftskrise verzögerte sich der Beginn der Lizenzarbeiten. Erst 1933 gründete Stephen die British Klemm Aeroplane Company. Sie erhielt von der Leichtflugzeugbau Klemm GmbH die Lizenzrechte für den Bau, die Weiterentwicklung und den Vertrieb der inzwischen in Deutschland in Serie gebauten Klemm Kl25c. Im Unternehmen, das sich am London Air Park in Hanworth, Middlesex, ansiedelte, sollte das Muster nachgebaut werden. Die Fertigung in Großbritannien erforderte jedoch eine Anpassung der Konstruktion. Hauptsächlich bestanden die Änderungen in der Anpassung an britische Maße und Normen, die von Chefkonstrukteur Harold Boultbee und dessen Mitarbeiter George Handasyde vorgenommen wurden. Zahlreiche Kunden hatten bei der Klemm jedoch auch die mangelhafte Tauschbarkeit von Ersatzteilen kritisiert, die aus der eher handwerklichen Fertigung bei Klemm herrührte. Stephen versuchte durch eine Anpassung der Konstruktion und Fertigung die Maßhaltigkeit der Teile und damit die Austauschbarkeit zu verbessern. Gleichzeitig ließ Stephen strukturelle Verstärkungen vornehmen, um den britischen Lufttüchtigkeitsnormen zu entsprechen. Auffälligster Unterschied war jedoch die geänderte Motorisierung. Als Motoren standen der Pobjoy Cataract und der Salmson AD9R zur Verfügung, beides luftgekühlte Sternmotoren und deutlich leistungsstärker als der ursprünglich in der Kl 25 verwendete Daimler-Flugmotor.
Die British Klemm B.K. L25C1A Swallow hob im November 1933 zu ihrem Jungfernflug in Hanworth ab. Die Serienfertigung lief Anfang 1934 in Hanworth an. Für die Serienfertigung erwies sich die B.K. L25C1A als zu komplex. Ihre Fertigung endete bereits 1935 nach Fertigstellung von 28 Exemplaren.
Handasyde vereinfachte die Gesamtstruktur des Flugzeugs. Vom Vorgänger unterschied sie sich durch eine Begradigung der vorher abgerundeten Tragflächenenden und Leitwerksgrundrisse sowie einer winkligen „Dachform“ der Rumpfoberseite. Neben dem Pobjoy-Cataract-Motor stand mit dem Blackburn Cirrus Minor I auch ein luftgekühlter Reihenmotor zur Verfügung. Da das Unternehmen inzwischen umfirmiert wurde, ging die überarbeitete Swallow 1935 als British Aircraft B.A. Swallow II in Serie. Von der Swallow II wurden bis zum Produktionsende 1938 insgesamt 107 Exemplare produziert.

## Konstruktion
Wie auch die Kl 25 war die Swallow eine Holzkonstruktion. Das Flugzeug war als freitragender Tiefdecker ausgelegt. Die Tragflächen konnten nach hinten gefaltet werden, um Platz beim Abstellen zu sparen und das Flugzeug leichter transportieren zu können. Der Rumpf war vollständig mit Sperrholz beplankt. Flächen und Ruder waren mit Stoff bespannt. Pilot und Passagier saßen hintereinander im Rumpf. Das niedrige Fahrwerk mit breiter Spur war nicht einziehbar. Das Leergewicht lag bei der Variante mit dem Salmson-Motor um rund 15 kg über dem Leergewicht der Version mit dem Pobjoy-Motor. Bei gleichem zulässigen maximalen Gesamtgewicht war damit die Zuladung geringer. Der Hersteller legte besonderen Wert auf die Tatsache, dass die Maschine am Boden leicht von einer Person bewegt werden konnte.

## Varianten
Von der Swallow in der Ursprungsausführung entstanden von 1933 bis 1935 insgesamt 28 Exemplare. Vom Nachfolger ist sie durch die geraden Kanten der Flächen und Ruder, ähnlich wie bei der Kl 25, leicht zu unterscheiden. Motorisiert wurde das Flugzeug entweder mit einem Salmson 9 mit 75 PS oder einem Pobjoy Cataract mit 85 PS. In der Ausführung mit dem Salmson-Motor entstanden lediglich sechs Exemplare.
Die Swallow II wurde von 1935 bis 1938 in 107 Exemplaren gebaut. Flächenenden, Seitenruderhinterkante und das Ende des Höhenleitwerks waren stärker abgerundet bzw. ausgestellt als beim Vorgänger. Die Rumpfoberseite wurde ebenfalls geändert. Als Motoren standen der Pobjoy Cataract mit 85 PS oder der Blackburn Cirrus Minor mit 90 PS zur Verfügung. Von den insgesamt gebauten 107 Flugzeugen bekamen 60 den Cataract-Motor, der Rest den Cirrus.

## Einsatz
Die Swallow galt als robustes und sicheres Flugzeug. Die meisten Exemplare wurde von privaten Käufern erworben, die die Maschine als Sport- und leichtes Reiseflugzeug einsetzten. Aber auch zahlreiche Fliegerclubs beschafften die Swallow und setzten sie als Trainingsflugzeug ein. Obwohl sie sich recht gut verkaufte, erreichte die Swallow jedoch nie die Popularität der auf das gleiche Marktsegment zielenden de Havilland D.H.60, die über zweitausend Mal verkauft wurde. In den Kolonien wurde das Flugzeug in Kenya und Australien verkauft. Ein Einzelstück ging nach Indien.
Mit Ausbruch des Zweiten Weltkrieges wurden zahlreiche Swallow von der Royal Air Force beschlagnahmt und beim Air Training Corps als Schulflugzeuge für die Anfängerausbildung eingesetzt. Einige der Swallows kamen Ende 1940 zur Glider Training Squadron. Diese Einheit der Royal Air Force, die zum Central Landing Establishment gehörte, war auf dem Flugplatz RAF Ringway bei Manchester stationiert. Die Propeller der Swallows wurden entfernt, stattdessen wurden Schleppkupplungen an der Vorderkante der Tragflächen angebracht. Die Swallows wurden einzeln, paarweise oder zu dritt von aus dem Fronteinsatz zurückgezogenen Bombern Armstrong Whitworth Whitley geschleppt. Mit den Flugzeugen wurden Punktlandungen auf Zielpunkte durchgeführt, die auf dem Flugfeld markiert waren. Diese Erprobungen dienten dazu, Einsatzmöglichkeiten von Lastenseglern für Landungsunternehmen zu validieren.
Eine Swallow wurde im September 1939 von der Royal New Zealand Air Force eingezogen und bis April 1940 als Verbindungsflugzeug eingesetzt.

## Technische Daten
| Kenngröße             | Daten                                                                                             |
| --------------------- | ------------------------------------------------------------------------------------------------- |
| Besatzung             | 1                                                                                                 |
| Passagiere            | 1                                                                                                 |
| Länge                 | 8,0 m                                                                                             |
| Spannweite            | 13,0 m                                                                                            |
| Leermasse             | 424 kg                                                                                            |
| max. Startmasse       | 683 kg                                                                                            |
| Höchstgeschwindigkeit | 176 km/h                                                                                          |
| Reisegeschwindigkeit  | 157 km/h                                                                                          |
| Landegeschwindigkeit  | 51 km/h                                                                                           |
| Steigleistung         | 4 m/s                                                                                             |
| Reichweite            | 670 km                                                                                            |

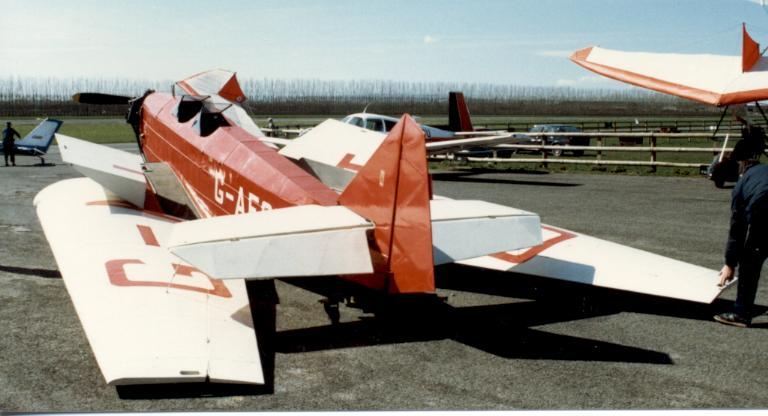
Swallow II mit nach hinten geklappten Tragflächen

| Triebwerk             | Salmson 9, luftgekühlter Sternmotor, 70–75 PS Pobjoy Cataract, luftgekühlter Sternmotor, 75–80 PS |

## Verbleib

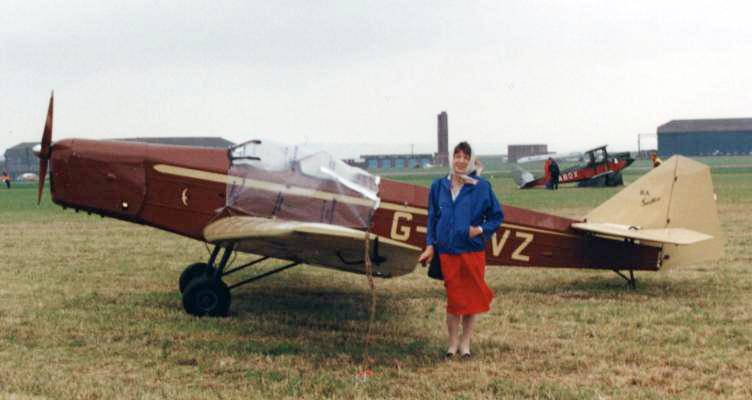
Swallow II, WNr. 475, EC-IMP mit Cirrus-Motor

Ungefähr 17 Swallow überdauerten den Zweiten Weltkrieg, einige davon werden bis heute noch im flugfähigen Zustand erhalten. Dabei handelt es sich ausnahmslos um Swallow II. Eine Übersicht über die heute noch existierenden Swallow findet man bei

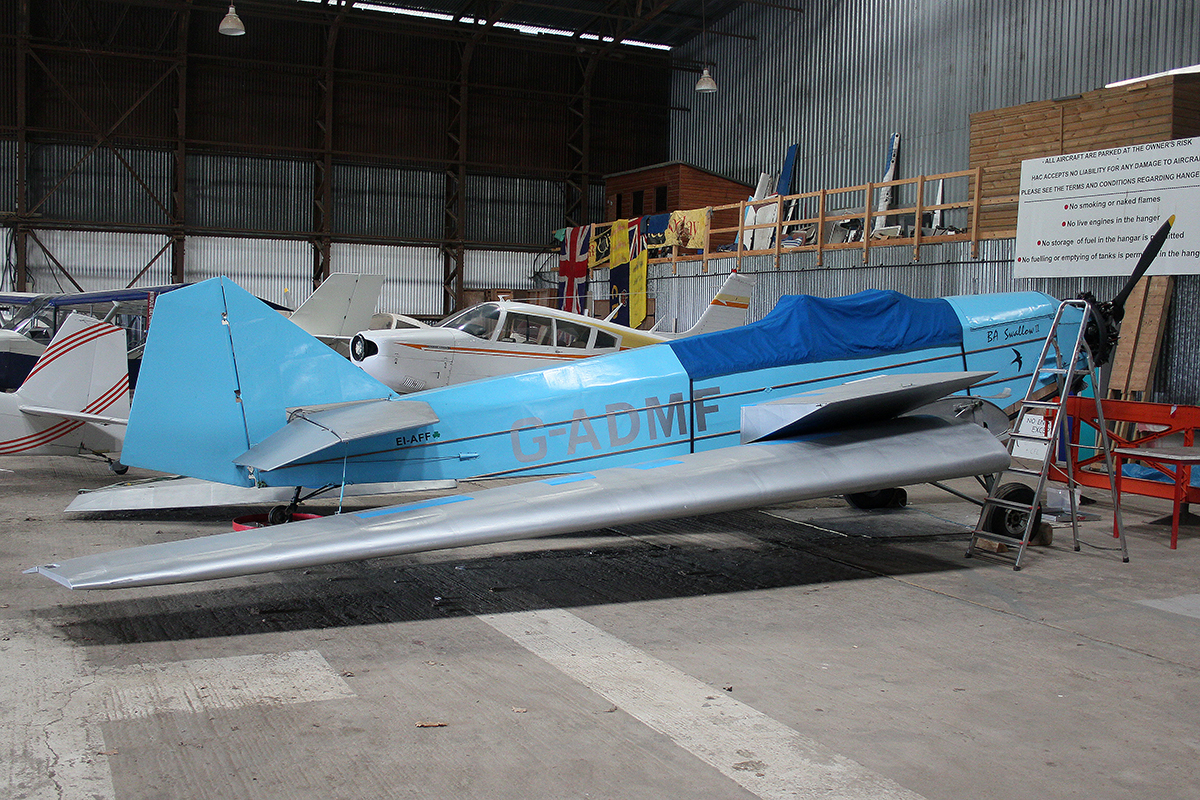
Swallow II, WNr. 406, G-ADMF

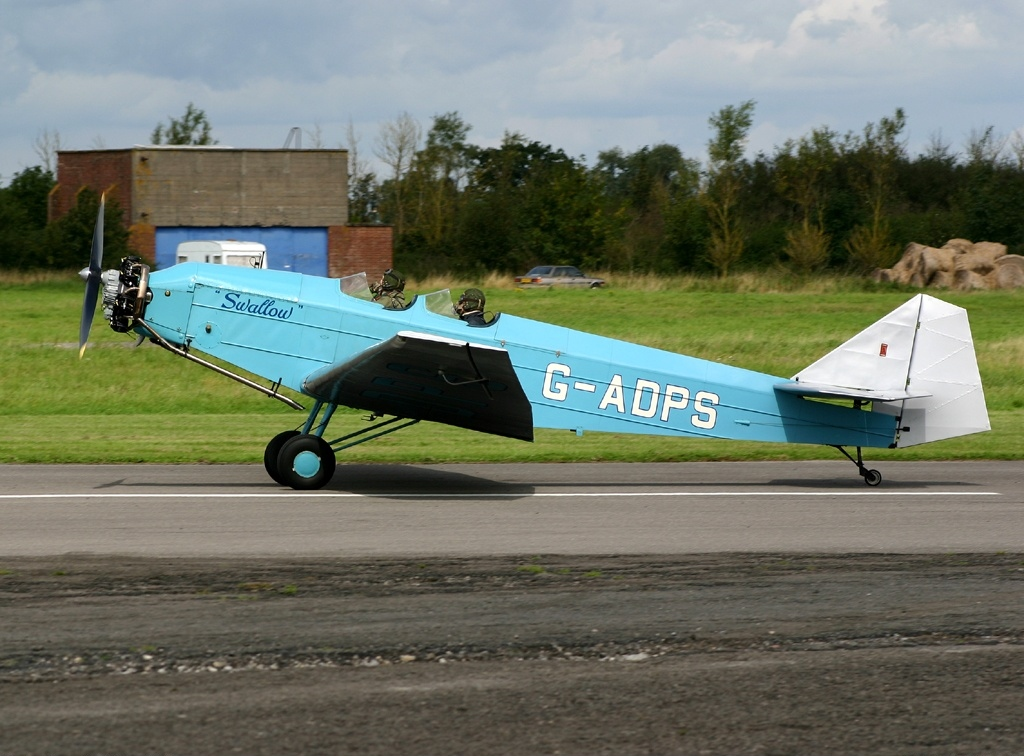
Swallow II, WNr. 410, G-ADPS

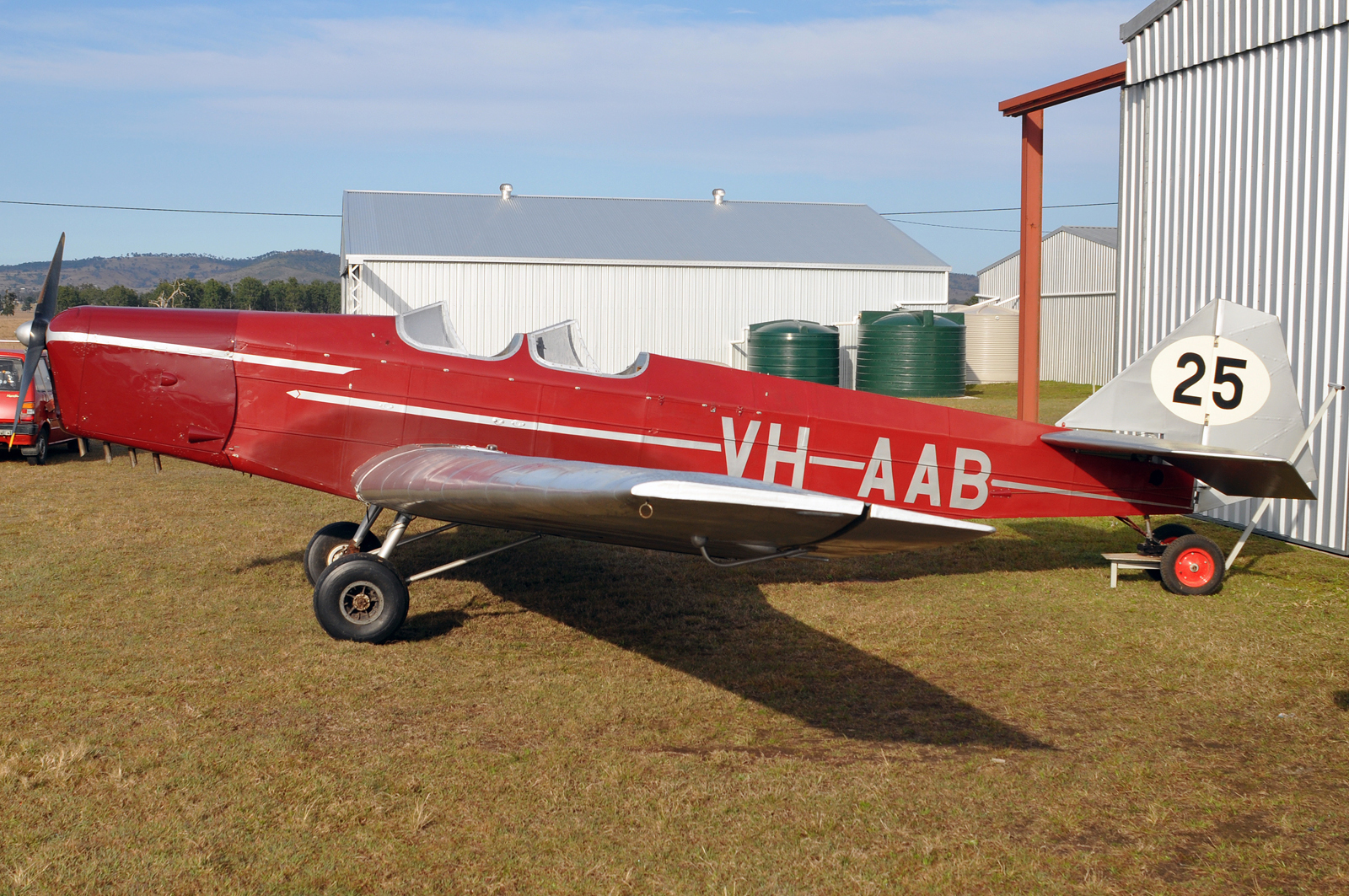
Swallow II, WNr. 461, VH-AAB

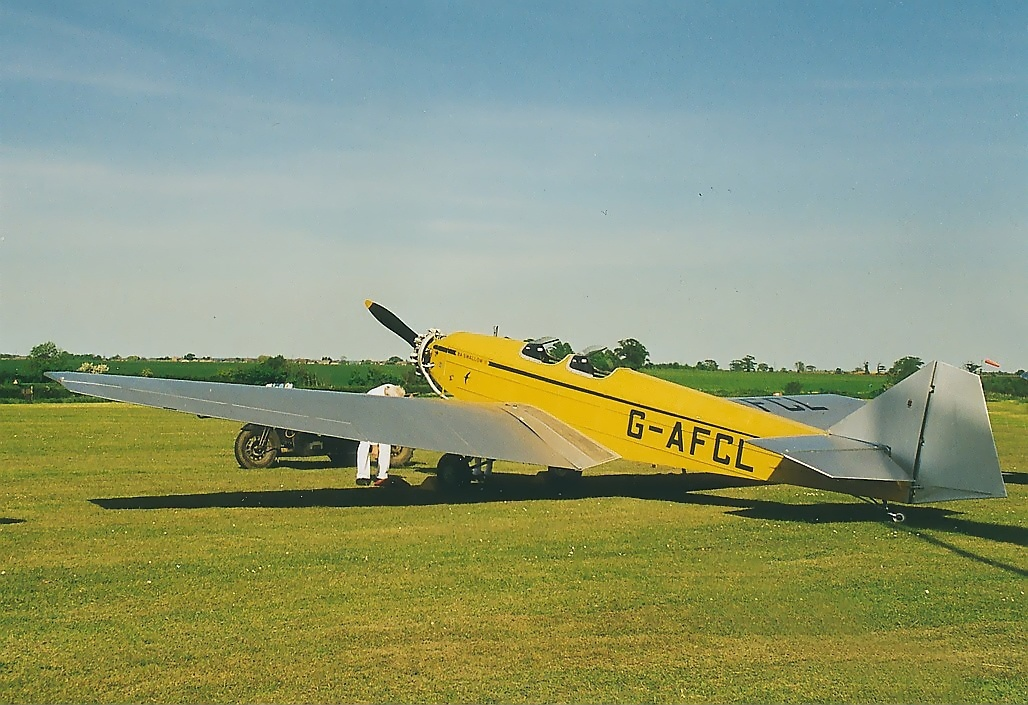
Swallow II, WNr. 462, G-AFCL

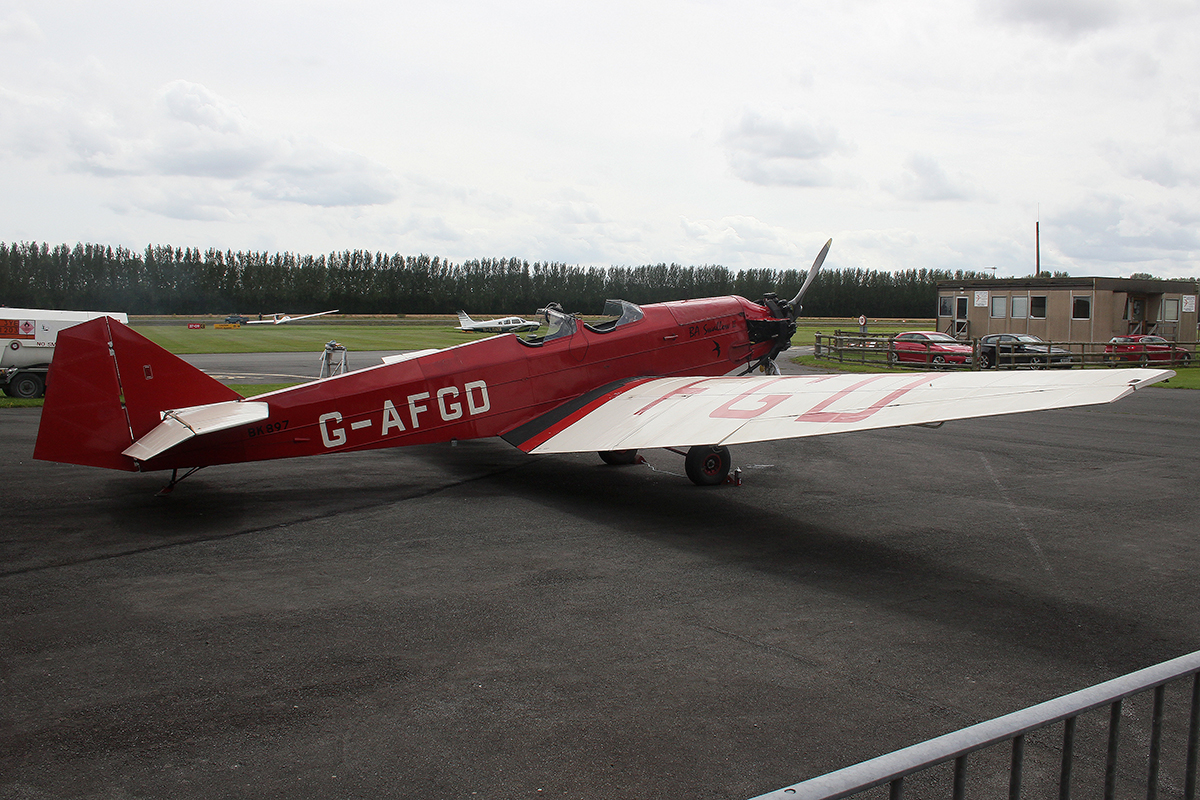
Swallow II, WNr. 469, G-AFGD

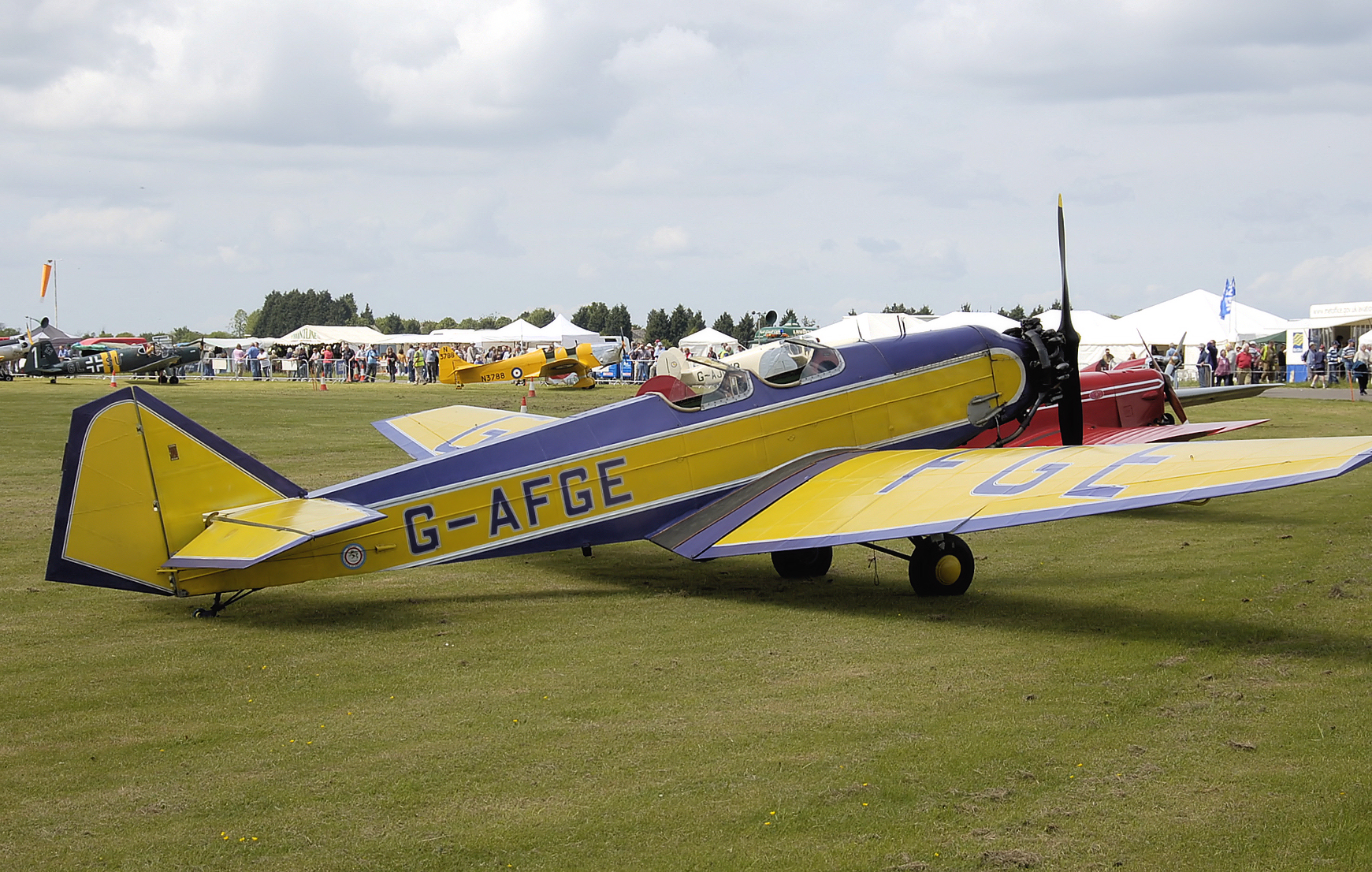
Swallow II, WNr. 470, G-AFGE

- WNr. B.A. 21, G-ACXE, Privatbesitz, in Restaurierung in Shoreham, England
- WNr. B.A. 406, G-ADMF, flugfähig in Shobdon, England bei South Wales Swallow Group
- WNr. B.A. 409, VH-UUM, Privatbesitz, abgestellt in Adelaide, Australien
- WNr. B.A. 410, G-ADPS, Privatbesitz, flugfähig in Honiton, England
- WNr. B.A. 414, ZK-UUN, Privatbesitz, in Restaurierung in Christchurch, Neuseeland
- WNr. B.A. 461, VH-AAB, Privatbesitz, flugfähig in Watts Bridge, Australien
- WNr. B.A. 462, G-AFCL, Swallow 2 in Privatbesitz, 1961 wurde der Pobjoy-Cataract-III-Motor durch ein Pobjoy-Niagara-Triebwerk ersetzt, 1970 bis 1977 Neuaufbau der Maschine,[5] flugfähig in Batchley Farm, England
- WNr. B.A. 469, G-AFGD, flugfähig in Shobdon, England bei South Wales Swallow Group
- WNr. B.A. 470, G-AFGE, Swallow 2 in Privatbesitz, war die 71. und letzte gebaute Swallow mit Pobjoy-Motor,[6]  flugfähig in Salisbury, England
- WNr. B.A. 475, G-AEVZ, Swallow 2, wurde von der RAF 1940 wie andere Swallow 2 nach dem Umbau als Segelflugzeug für Schleppversuche verwendet, 1984/85 vollständiger Neuaufbau,[7] flugfähig in Sabadell, Spanien bei Fundacion Infante de Orleans, registriert als EC-IMP trägt die Maschine die Farben und Kennzeichen der originalen G–AEVZ[8]

Unbekannt ist z. Zt. der Zustand der WNr. B.A. 467 (zuletzt abgestellt auf Thorns Cross Farm), der WNr. B.A. 486 (zuletzt auf Exeter Aerodrome abgestellt) und WNr. B.A. 485 (wurde als Ersatzteilspender für EI-AFF verwendet, Verbleib der Reste unklar).